# آدم سوندرز
آدم سوندرز (بالإنجليزية: Adam Saunders)‏ (و. 1986 – م) هو ممثل، وممثل أفلام، وعارض، من أستراليا، ولد في سيدني.

## وصلات خارجية
- آدم سوندرز على موقع IMDb (الإنجليزية)
- آدم سوندرز على موقع ألو سيني (الفرنسية)
- آدم سوندرز على موقع قاعدة بيانات الفيلم (الإنجليزية)
- آدم سوندرز على موقع كينوبويسك (الروسية)